# Don Nelson
Donald Arvid Nelson, detto Don (Muskegon, 15 maggio 1940), è un ex cestista, allenatore di pallacanestro e dirigente sportivo statunitense.
Nelson ha il secondo maggior numero di vittorie in regular season da allenatore nella storia della NBA, con 1.335, dietro a Gregg Charles Popovich. Ha allenato i Milwaukee Bucks, i New York Knicks, i Dallas Mavericks e i Golden State Warriors. Dopo una carriera tutta americana presso l'Università dell'Iowa, Nelson ha vinto cinque campionati NBA giocando con i Boston Celtics, con il suo numero 19 ritirato dalla franchigia nel 1978.
Il suo marchio unico di basket viene spesso definito "Nellie Ball". Un innovatore nell'allenamento, Nelson è accreditato, tra le altre cose, di essere il pioniere del concetto di punto in avanti, una tattica che è spesso impiegata dalle squadre di tutti i livelli oggi. È stato nominato uno dei primi 10 allenatori nella storia della NBA.
Il 7 aprile 2010, Nelson ha superato Lenny Wilkens per il primo posto nella lista delle vittorie NBA di tutti i tempi con la sua 1333 vittoria in carriera. Il suo record di allenatore record di tutti i tempi è stato di 1335-1063 (55.7%). È un Membro del Naismith Memorial Basketball Hall of Fame in qualità di allenatore dal 2012.

## Carriera da giocatore
Nelson fu scelto ai draft dai Chicago Zephyrs al terzo giro del Draft NBA 1962, come diciassettesima chiamata assoluta. Giocò con gli Zephyrs una sola stagione, e fu venduto ai Los Angeles Lakers nel 1963. Dopo due anni con i Lakers, venne ingaggiato dai Boston Celtics.
Nel 1966 vinse il suo primo titolo con i Celtics. Altri quattro campionati vennero, sempre con Boston, negli anni 1968, 1969, 1974, e 1976. Il suo numero 19 fu ritirato sul tetto del Boston Garden nel 1978, e ancora oggi al TD Banknorth Garden.

## Record
Il 29 dicembre 2001 diventò il terzo allenatore nella storia della NBA a vincere 1000 partite, dietro Lenny Wilkens e Pat Riley.
Nelson vinse la sua 1200ª gara in carriera il 9 dicembre 2006, raggiungendo Wilkens come l'unico allenatore a raggiungere questo traguardo.
Il 4 aprile 2010, giorno di Pasqua, con una vittoria da parte dei suoi Golden State Warriors sui Toronto Raptors è diventato l'allenatore più vincente della storia NBA con 1332 vittorie, eguagliando il record di Lenny Wilkens e superandolo con la vittoria per 116-107 sui Minnesota Timberwolves raggiungendo la cifra di 1333 vittorie.
Ha chiuso la stagione arrivando a 1335 vittorie in 2398 partite da allenatore.

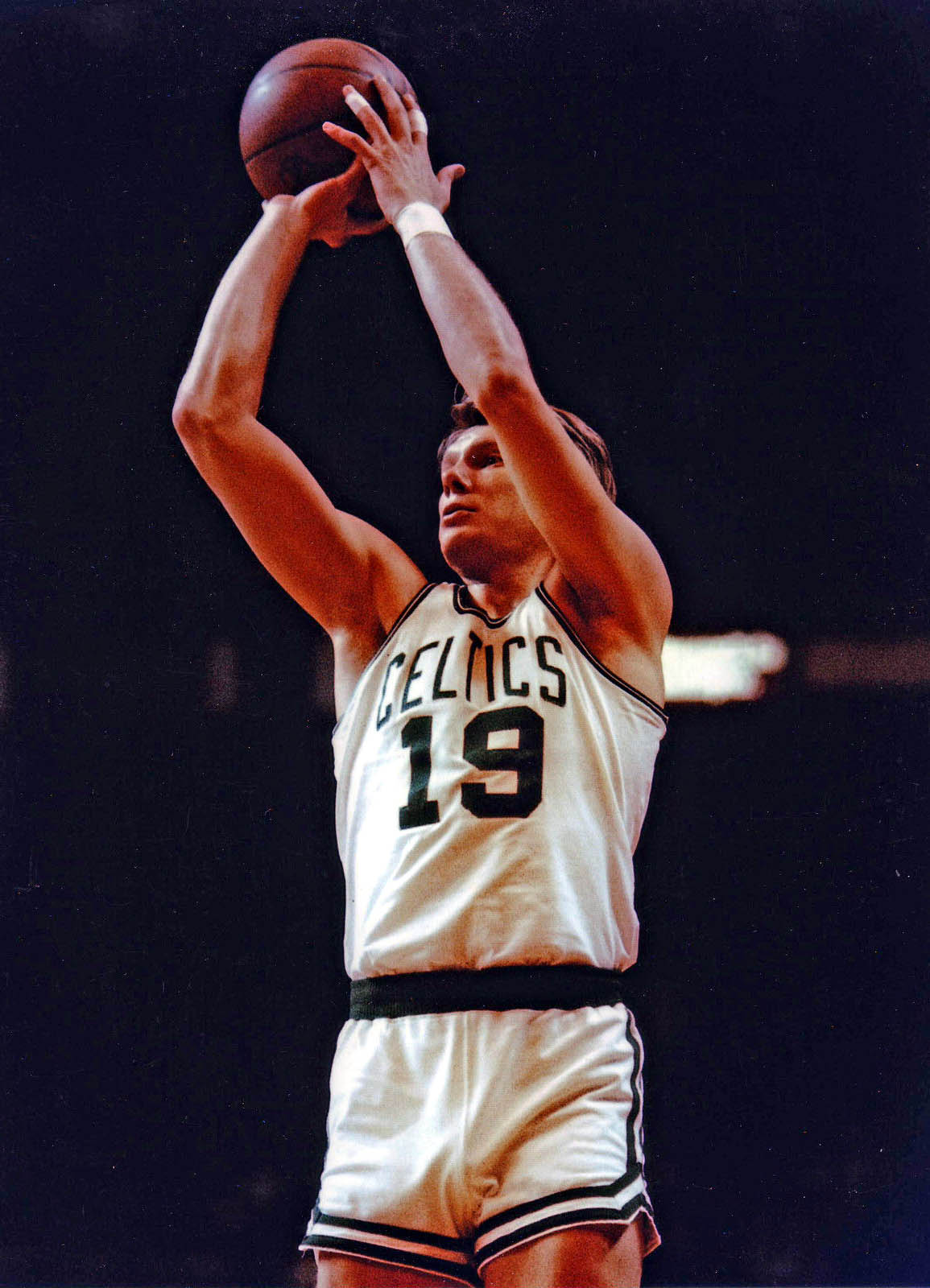
Don Nelson al tiro con la maglia dei Boston Celtics

## Statistiche
| † | Denota una stagione in cui ha vinto il titolo NBA |
| * | Primo nella lega                                  |

### NBA

#### Regular season
| Anno       | Squadra         | PG    | PT | MP   | TC%  | 3P% | TL%  | RP  | AP  | PRP | SP  | PP   |
| ---------- | --------------- | ----- | -- | ---- | ---- | --- | ---- | --- | --- | --- | --- | ---- |
| 1962-1963  | Chicago Zephyrs | 62    | -  | 17,3 | 44,0 | -   | 72,9 | 4,5 | 1,2 | -   | -   | 6,8  |
| 1963-1964  | L.A. Lakers     | 80    | -  | 17,6 | 41,8 | -   | 74,1 | 4,0 | 1,0 | -   | -   | 5,2  |
| 1964-1965  | L.A. Lakers     | 39    | -  | 6,1  | 42,4 | -   | 76,9 | 1,9 | 0,6 | -   | -   | 2,4  |
| 1965-1966† | Boston Celtics  | 75    | -  | 23,5 | 43,9 | -   | 68,4 | 5,4 | 1,1 | -   | -   | 10,2 |
| 1966-1967  | Boston Celtics  | 79    | -  | 15,2 | 44,6 | -   | 74,2 | 3,7 | 0,8 | -   | -   | 7,5  |
| 1967-1968† | Boston Celtics  | 82    | -  | 18,3 | 49,4 | -   | 72,8 | 5,3 | 1,3 | -   | -   | 10,0 |
| 1968-1969† | Boston Celtics  | 82    | -  | 21,6 | 48,5 | -   | 77,6 | 5,6 | 1,1 | -   | -   | 11,6 |
| 1969-1970  | Boston Celtics  | 82*   | -  | 27,1 | 50,1 | -   | 77,5 | 7,3 | 1,8 | -   | -   | 15,4 |
| 1970-1971  | Boston Celtics  | 82    | -  | 27,5 | 46,8 | -   | 77,4 | 6,9 | 1,9 | -   | -   | 13,9 |
| 1971-1972  | Boston Celtics  | 82    | -  | 25,4 | 48,0 | -   | 78,8 | 5,5 | 2,3 | -   | -   | 13,8 |
| 1972-1973  | Boston Celtics  | 72    | -  | 19,8 | 47,6 | -   | 84,6 | 4,4 | 1,4 | -   | -   | 10,8 |
| 1973-1974† | Boston Celtics  | 82*   | -  | 21,3 | 50,8 | -   | 78,8 | 4,2 | 2,0 | 0,2 | 0,2 | 11,5 |
| 1974-1975  | Boston Celtics  | 79    | -  | 26,0 | 53,9 | -   | 82,7 | 5,9 | 2,3 | 0,4 | 0,2 | 14,0 |
| 1975-1976† | Boston Celtics  | 75    | -  | 12,6 | 46,2 | -   | 78,9 | 2,4 | 1,0 | 0,2 | 0,1 | 6,4  |
| Carriera   | Carriera        | 1.053 | -  | 20,6 | 48,0 | -   | 76,5 | 4,9 | 1,4 | 0,3 | 0,1 | 10,3 |

#### Play-off
| Anno     | Squadra        | PG  | PT | MP   | TC%  | 3P% | TL%  | RP  | AP  | PRP | SP  | PP   |
| -------- | -------------- | --- | -- | ---- | ---- | --- | ---- | --- | --- | --- | --- | ---- |
| 1964     | L.A. Lakers    | 5   | -  | 11,2 | 53,8 | -   | 100  | 2,6 | 0,4 | -   | -   | 3,4  |
| 1965     | L.A. Lakers    | 11  | -  | 19,3 | 45,3 | -   | 76,0 | 5,4 | 1,7 | -   | -   | 6,1  |
| 1966†    | Boston Celtics | 17* | -  | 18,6 | 42,4 | -   | 80,8 | 5,0 | 0,8 | -   | -   | 8,4  |
| 1967     | Boston Celtics | 9   | -  | 15,8 | 45,8 | -   | 58,8 | 4,7 | 1,0 | -   | -   | 7,1  |
| 1968†    | Boston Celtics | 19* | -  | 24,6 | 52,0 | -   | 74,3 | 7,5 | 1,7 | -   | -   | 12,5 |
| 1969†    | Boston Celtics | 18* | -  | 19,3 | 51,8 | -   | 83,3 | 4,6 | 1,2 | -   | -   | 12,4 |
| 1972     | Boston Celtics | 11  | -  | 28,0 | 52,5 | -   | 85,4 | 5,5 | 1,9 | -   | -   | 13,2 |
| 1973     | Boston Celtics | 13  | -  | 23,3 | 46,5 | -   | 87,5 | 2,9 | 1,2 | -   | -   | 11,0 |
| 1974†    | Boston Celtics | 18* | -  | 25,9 | 50,0 | -   | 77,4 | 5,4 | 1,9 | 0,4 | 0,2 | 11,4 |
| 1975     | Boston Celtics | 11  | -  | 24,9 | 56,4 | -   | 90,2 | 4,1 | 2,4 | 0,2 | 0,2 | 15,4 |
| 1976†    | Boston Celtics | 18  | -  | 17,5 | 48,1 | -   | 87,0 | 2,9 | 0,9 | 0,2 | 0,1 | 9,1  |
| Carriera | Carriera       | 150 | -  | 21,4 | 49,8 | -   | 81,7 | 4,8 | 1,4 | 0,3 | 0,1 | 10,5 |

### Allenatore
| Stagione | Squadra          | Regular Season | Regular Season | Regular Season | Regular Season | Regular Season         | Post Season                                                   |
| Stagione | Squadra          | V              | P              | % V            | G              | Posizione finale       | Post Season                                                   |
| -------- | ---------------- | -------------- | -------------- | -------------- | -------------- | ---------------------- | ------------------------------------------------------------- |
| 1976-77  | Milwaukee Bucks  | 27             | 37             | 42,2           | 64             | 6º in Midwest Division | Manca i Playoffs                                              |
| 1977-78  | Milwaukee Bucks  | 44             | 38             | 53,7           | 82             | 2º in Midwest Division | Sconfitto alle Semifinali di Conference dai Nuggets (3-4)     |
| 1978-79  | Milwaukee Bucks  | 38             | 44             | 46,3           | 82             | 4º in Midwest Division | Manca i Playoffs                                              |
| 1979-80  | Milwaukee Bucks  | 49             | 33             | 59,8           | 82             | 1º in Midwest Division | Sconfitto alle Semifinali di Conference dai SuperSonics (3-4) |
| 1980-81  | Milwaukee Bucks  | 60             | 22             | 73,2           | 82             | 1º in Central Division | Sconfitto alle Semifinali di Conference dai 76ers (3-4)       |
| 1981-82  | Milwaukee Bucks  | 55             | 27             | 67,1           | 82             | 1º in Central Division | Sconfitto alle Semifinali di Conference dai 76ers (2-4)       |
| 1982-83  | Milwaukee Bucks  | 51             | 31             | 62,2           | 82             | 1º in Central Division | Sconfitto alle Finali di Conference dai 76ers (1-4)           |
| 1983-84  | Milwaukee Bucks  | 50             | 32             | 61,0           | 82             | 1º in Central Division | Sconfitto alle Finali di Conference dai Celtics (1-4)         |
| 1984-85  | Milwaukee Bucks  | 59             | 23             | 72,0           | 82             | 1º in Central Division | Sconfitto alle Semifinali di Conference dai 76ers (0-4)       |
| 1985-86  | Milwaukee Bucks  | 57             | 25             | 69,5           | 82             | 1º in Central Division | Sconfitto alle Finali di Conference dai Celtics (0-4)         |
| 1986-87  | Milwaukee Bucks  | 50             | 32             | 61,0           | 82             | 3º in Central Division | Sconfitto alle Semifinali di Conference dai Celtics (3-4)     |
| 1988-89  | G.S. Warriors    | 43             | 39             | 52,4           | 82             | 4º in Pacific Division | Sconfitto alle Semifinali di Conference dai Suns (1-4)        |
| 1989-90  | G.S. Warriors    | 37             | 45             | 45,1           | 82             | 5º in Pacific Division | Manca i Playoffs                                              |
| 1990-91  | G.S. Warriors    | 44             | 38             | 53,7           | 82             | 4º in Pacific Division | Sconfitto alle Semifinali di Conference dai Lakers (1-4)      |
| 1991-92  | G.S. Warriors    | 55             | 27             | 67,1           | 82             | 2º in Pacific Division | Sconfitto al Primo Round dai SuperSonics (1-3)                |
| 1992-93  | G.S. Warriors    | 34             | 48             | 41,5           | 82             | 6º in Pacific Division | Manca i Playoffs                                              |
| 1993-94  | G.S. Warriors    | 50             | 32             | 61,0           | 82             | 3º in Pacific Division | Sconfitto al Primo Round dai Suns (0-3)                       |
| 1994-95  | G.S. Warriors    | 14             | 31             | 31,1           | 45             | -                      | -                                                             |
| 1995-96  | N.Y. Knicks      | 34             | 25             | 57,6           | 59             | -                      | -                                                             |
| 1997-98  | Dallas Mavericks | 16             | 50             | 24,2           | 66             | 5º in Midwest Division | Manca i Playoffs                                              |
| 1998-99  | Dallas Mavericks | 19             | 31             | 38,0           | 50             | 5º in Midwest Division | Manca i Playoffs                                              |
| 1999-00  | Dallas Mavericks | 40             | 42             | 48,8           | 82             | 4º in Midwest Division | Manca i Playoffs                                              |
| 2000-01  | Dallas Mavericks | 53             | 29             | 64,6           | 82             | 2º in Midwest Division | Sconfitto alle Semifinali di Conference dagli Spurs (1-4)     |
| 2001-02  | Dallas Mavericks | 57             | 25             | 69,5           | 82             | 2º in Midwest Division | Sconfitto alle Semifinali di Conference dagli Kings (1-4)     |
| 2002-03  | Dallas Mavericks | 60             | 22             | 73,2           | 82             | 1º in Midwest Division | Sconfitto alle Finali di Conference dai Spurs (2-4)           |
| 2003-04  | Dallas Mavericks | 52             | 30             | 63,4           | 82             | 3º in Midwest Division | Sconfitto al Primo Round dai Kings (1-4)                      |
| 2004-05  | Dallas Mavericks | 42             | 22             | 65,6           | 82             | -                      | -                                                             |
| 2006-07  | G.S. Warriors    | 42             | 40             | 51,2           | 82             | 3º in Pacific Division | Sconfitto alle Semifinali di Conference dagli Jazz (1-4)      |
| 2007-08  | G.S. Warriors    | 48             | 34             | 58,5           | 82             | 3º in Pacific Division | Manca i Playoffs                                              |
| 2008-09  | G.S. Warriors    | 29             | 53             | 35,4           | 82             | 3º in Pacific Division | Manca i Playoffs                                              |
| 2009-10  | G.S. Warriors    | 26             | 56             | 31,7           | 82             | 4º in Pacific Division | Manca i Playoffs                                              |
|          | Carriera         | 1335           | 1063           | 55,7           | 2398           |                        |                                                               |

## Palmarès

### Giocatore
- NCAA AP All-America Third Team (1962)
- Campionato NBA: 5

Boston Celtics: 1966, 1968, 1969, 1974, 1976
- Migliore nella percentuale di tiro NBA (1975)
- Il suo numero 19 è stato ritirato dai Boston Celtics

### Allenatore
- 3 volte NBA Coach of the Year (1983, 1985, 1992) (record condiviso con Pat Riley e Gregg Popovich)
- 3 volte allenatore all'NBA All-Star Game (1992, 2002, 2005)
- Inserito tra i Top 10 Coaches in NBA History nel 1996
- Inserito tra i 15 Greatest Coaches in NBA History nel 2022